# Jižní Alpy (Nový Zéland)
Jižní Alpy (anglicky Southern Alps, maorsky Kā Tiritiri o te Moana) jsou pohoří na Novém Zélandu, na Jižním ostrově. Nejvyšším vrcholem je Mount Cook (3 724 m), nejvyšší hora Nového Zélandu. Jižní Alpy se rozkládají téměř po celé středo-západní části Jižního ostrova. Řada vrcholů má nadmořskou výšku od 2 500 do 3 500 metrů. Pohoří je známé svou scenérií, četnými jezery a ledovci.

## Geografie
Jižní Alpy se rozkládají v délce 500 kilometrů od Národního parku Nelson Lakes na severovýchodě až k fjordu Milford Sound na jihozápadě. Všechny horské vrcholy Nového Zélandu přesahující 3 000 metrů se nachází pouze v tomto pohoří. Ze západu na východ jsou Jižní Alpy prostupné pouze v průsmycích Arthur's Pass a Haast Pass. Pohoří zásadním způsobem ovlivňuje podnebí Jižního ostrova. Úzká, západní část pobřeží má velmi vysoké srážky, zatímco východní část ostrova je náchylná k suchu.

## Geologie
Západní část pohoří je tvořena svory, východní část pískovcovou drobou.